# 新源俞氏宗祠
新源俞氏宗祠位于中国江西省上饶市婺源县思口镇新源村，2013年被列为第七批全国重点文物保护单位。
新源俞氏宗祠（义庆堂）始建于明嘉靖四十四年（1565年）。